# Rosemontoise
La Rosemontoise aussi parfois appelée La Vaivre est une petite rivière du Territoire de Belfort qui prend sa source sur le territoire du village de Riervescemont et termine sa course à Valdoie où elle se jette dans la Savoureuse.
La Rosemontoise doit son nom au château du Rosemont, une ruine juchée sur un verrou glaciaire au débouché de la vallée de Riervescemont.

## Lesgouttes
La Rosemontoise naît de l'association de nombreux torrents qui drainent le fond de la vallée de Riervescemont, ruisseaux qui portent le nom de gouttes dans le Pays Sous-Vosgien (voir Rougegoutte, par exemple).
Voici les principales :
- Goutte de la Consenterie (Forêt de la Consenterie)
- Goutte Milandre (Forêt de la Milandre)
- Goutte de la Petite Milandre
- Goutte du Four
- Goutte du Canal
- Goutte du Chantoiseau (Col du Chantoiseau)
- Goutte Jean Reiniche
- Goutte Clérisse
- Goutte de la Louvière

Tous ces torrents prennent naissance à plus de 900 mètres d'altitude mais sont très souvent à sec pendant les périodes où il ne pleut pas.

## Régime hydrologique
Le régime de la Rosemontoise est le même que celui de la Savoureuse, de la Madeleine et de la Saint-Nicolas, toutes quatre prenant naissance sur les pentes très arrosées du massif du Ballon d'Alsace. Son débit peut être multiplié par dix en quelques heures, pour peu qu'une remontée des températures accompagnée de pluies violentes fasse fondre la neige qui s'était accumulée sur la montagne. En été, il arrive que le cours de la rivière se résume à un vague filet d'eau circulant parmi les rochers tapissant son lit.
Les crues de la Rosemontoise ont incité le Conseil général du Territoire de Belfort à construire des barrages de régulation pour atténuer les crues. La rupture d'un des barrages lors d'une mise en eau intempestive le 30 décembre 2001, alors que les ouvrages n'étaient pas réceptionnés, a provoqué une inondation qui a fait ajourner la mise en service.

## Communes traversées
- Riervescemont (sources)
- Vescemont, scierie
- Rougegoutte, petites industries
- Chaux (limite Est de la commune)
- Éloie
- Valdoie (confluent avec la Savoureuse)

## Photos

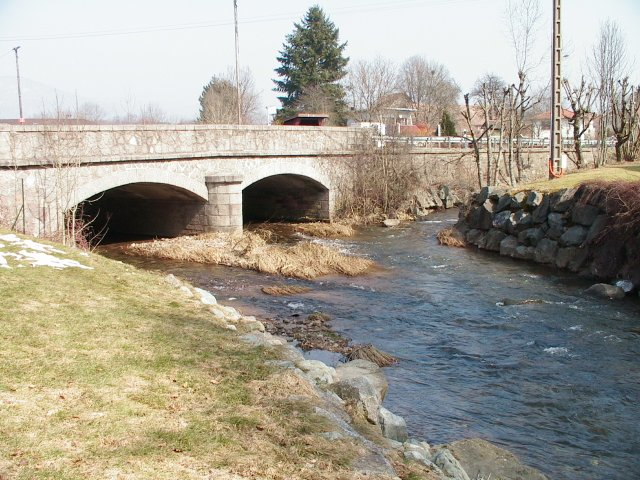
Le pont, à Eloie
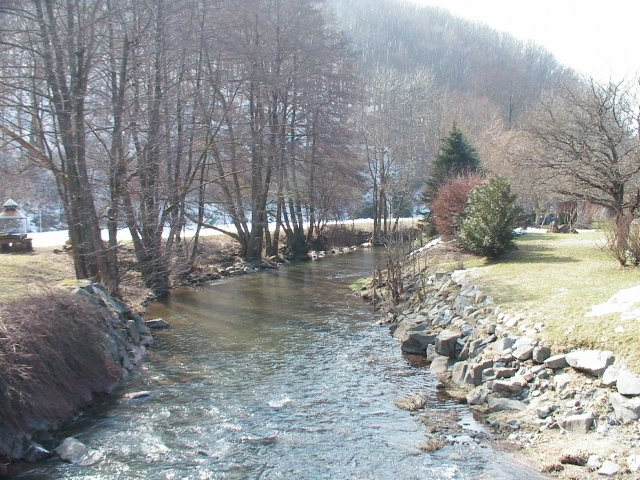
à Eloie, en direction de Valdoie
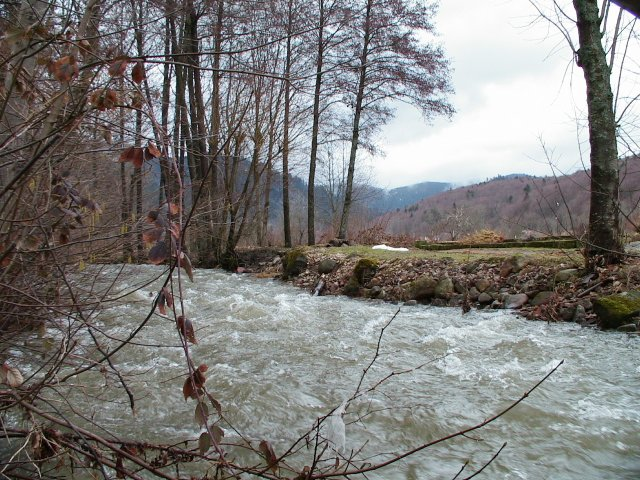
à Vescemont